# Gora Beljaeva
Gora Beljaeva (englische Transkription von russisch Гора Беляева Gora Beljajewa) ist ein Nunatak im ostantarktischen Mac-Robertson-Land. In den Prince Charles Mountains ragt er in der Aramis Range auf.
Russische Wissenschaftler benannten ihn. Der weitere Benennungshintergrund ist nicht hinterlegt.